# Беззаконні дев’яності
«Беззаконні дев'яності» (англ. The Lawless Nineties) — вестерн 1936 року режисера Джозефа Кейна. Джон Вейн та Лейн Чендлер зіграли федеральних агентів з Вайомінга. У фільмі також знялася 19-річна Енн Резерфорд та Джордж Хейс.

## Сюжет
У 1890-х федеральні агенти під прикриттям Джон Тіптон (Джон Вейн) та Бріджер (Лейн Чендлер) працюють у Крокет-Сіті, штат Вайомінг. Злочинне угрупування під проводом Чарльза Пламмера (Гаррі Вудс), використовує динаміт, щоб тероризувати населення та зірвати вибори. Тіптон дружить з трьома місцевими, котрих переслідують бандити: майором Картером (Джордж Хейс), його дочкою Джанет (Ен Резерфорд) та його слугою Мойсеєм (Фред Тунз).
Картер нещодавно став новим редактором та видавцем місцевої газети «Крокет Сіті Блейд». Він планує використовувати силу пресу проти місцевої злочинності, та згодом стає жертвою бандитів.
Коли члени банди Пламмера вбивають Бріджера, дізнавшись про те, що він урядовий агент, Тіптон вирішує продовужвати боротьбу. У день виборів Тіптон та купка агентів й володарів ранчо вступають у бій з бандитами. В результаті, бандитів перемагають, Вайомінг стає штатом, а Тіптон починає романтичні відносини з Джанет.

## У ролях
- Джон Вейн  — Джон Тіптон
- Ен Резерфорд — Джанет Картер
- Гаррі Вудс — Чарльз Пламмер
- Джордж Хейс — майор Картер
- Міст Аль — Стіл
- Фред Тунз — Мойсей
- Етта МакДаніель — Менді Лу Шефер
- Том Брауер — маршал Бовен
- Лейн Чендлер — Бріджер
- Кліфф Лайон — Девіс
- Джек Роквелл — Сміт
- Аль Тейлор — Ред
- Чарльз Кінг — Хартлі
- Джордж Чезебро — Грін
- Трейсі Лейн — Белден